# Darreh Naqrī
Darreh Naqrī (persiska: دره نقدی, Darreh Naqdī, دره نقری) är en ort i Iran.   Den ligger i provinsen Lorestan, i den nordvästra delen av landet, 300 km sydväst om huvudstaden Teheran. Darreh Naqrī ligger 2 133 meter över havet och antalet invånare är 121.
Terrängen runt Darreh Naqrī är kuperad. Runt Darreh Naqrī är det tätbefolkat, med 257 invånare per kvadratkilometer. Närmaste större samhälle är Borujerd, 17,3 km väster om Darreh Naqrī. Trakten runt Darreh Naqrī består i huvudsak av gräsmarker.